# 马来青年团
马来青年团（abbrev. KMM ）是英属马来亚第一个左翼和民族主义政党。该党由依布拉欣·耶谷和依萨莫哈末创立，迅速发展成为二战前著名的民族主义运动，以其左翼政治立场和使用暴力的意愿而闻名，与同时代的马来民族主义运动截然不同。
然而，马来青年团的支持者很少。到1945年，它的成员只剩下60名，并且仅限于少数城市。此外，英国当局对他们激进的反殖民主义感到厌恶，并于1942年逮捕了依布拉欣·耶谷和其他领导人。二战后，马来青年团的成员组建了马来亚马来国民党。

## 成立和发展
从广义上讲，马来青年团的成立基础既来自印度尼西亚民族主义思想传播到马来亚的外部推动力，也来自苏丹依德理斯师范学院内部反殖民主义知识氛围的发展。1927年，在荷属东印度群岛针对荷兰人的1926年共产主义起义失败后，英属马来亚的马来民族主义者从他们的印度尼西亚同胞那里获得了思想上的推动力。印度尼西亚民族主义领导人，例如共产国际特工丹·马拉卡，在随后发生的镇压之后前往马来亚寻求庇护，在那里他们将激进的反殖民意识形态传播到马来亚。
这是马来民族主义的重大发展，因为与其他英国殖民地如印度和缅甸发展的民族主义相比，在马来亚发展起来的民族主义仍然相对平静和温和。像新加坡马来人协会这样的团体，在提倡马来亚社区自我强化，例如在1928年购买土地作为马来人保留地，或者通过筹集资金将马来人送往牛津和剑桥，以确保马来人在社会中继续保持卓越地位的同时，避免挑战英属马来亚政府的统治，而是选择与英国合作。相比之下，印度尼西亚民族主义者的意识形态从根本上来说是激进的和反殖民主义的。印尼国民党的小册子在当地流传，鼓吹不服从英国、反抗殖民统治。这种印度尼西亚激进主义后来成为了马来青年团的知识核心。
马来青年团的成立与一些教育机构如苏丹依德理斯师范学院内蓬勃发展的反殖民主义密切相关。马来青年团的创始成员受到这些机构的反殖民主义的重大启发和影响——事实上，依布拉欣·耶谷本人就是该学院的校友。与他一起活跃在马来青年团的其他学院校友还有哈桑·马南（Hassan Manan）、阿都·卡里姆·拉希德（Abdul Karim Rashid）和伊萨·马哈茂德（Isa Mahmud），这导致苏丹依德理斯师范学院被承认为马来民族主义的发源地。
在吉隆坡设立主要分部后，大部分毕业于苏丹依德理斯师范学院的马来教师继续在英属马来亚扩展马来青年团的势力。

## 活动
马来青年团和其他几个马来组织后来于1939年8月在吉隆坡组织了一次马来人大会。第二次大会于1940年12月在新加坡举行，第三次大会原计划于1941年在怡保举行。但由于日本占领马来亚，第三次大会未能举行。
在二战前夕，马来青年团的成员积极煽动反英情绪。日本还援助马来青年团并资助依布拉欣·耶谷在新加坡购买了一本有影响力的马来出版物，即《马来亚日报》。到1941年，英国人开始观察马来青年团的活动，他们认为该党是一个激进的左翼组织。到年底，依布拉欣·耶谷、依萨莫哈末和许多其他马来青年团领导层被捕入狱，该党受到重创。
在马来亚战役期间，马来青年团是援助日本人的众多组织之一，因为他们相信日本会让马来亚独立。马来青年团通过第五纵队的活动积极援助日本人。这种亲日反英倾向，使得马来青年团与日军关系十分密切。此前被英国监禁的所有马来青年团成员均在日本占领期间被释放。1942年1月，马来青年团请求日本给予马来亚此前所承诺的独立。这是马来亚政治团体首次要求马来亚独立，然而该请求被拒绝。此外，日本当局得知马来青年团与马来亚共产党和马来亚人民抗日军有联系。这些最终导致马来青年团被迫解散，其成员成立马来亚志愿军，依布拉欣·耶谷担任总司令。尽管马来青年团被迫解散，但日本当局并没有逮捕其成员，因为他们需要与马来人建立融洽关系，而马来青年团成员此前做到了这一点。
随着1945年8月日本投降，前马来青年团成员形成了新兴政治运动的核心，如马来亚马来国民党、觉醒青年团和觉醒妇女组。

## 创始成员
| 名字               | 职务     | 教育           | 职业               | 出生州属 |
| ------------------ | -------- | -------------- | ------------------ | -------- |
| 依布拉欣·耶谷      | 主席     | 马来学校       | 教师到记者         | 彭亨     |
| 穆斯塔法·侯赛因    | 副主席   | 马来学校和英校 | 讲师               | 霹雳     |
| 哈桑·马南          | 第一秘书 | 马来学校       | 教师               | 雪兰莪   |
| 奥斯曼·莫哈末·努尔 | 第二秘书 | 马来学校和英校 | 打字员             | 吉隆坡   |
| 伊德里斯·哈基姆    | 财政     | 马来学校和英校 | 书记               | 霹雳     |
| 依萨莫哈末         | 中央委员 | 马来学校和英校 | 裁判官到教师到记者 | 彭亨     |
| 阿都·卡里姆·拉希德 | 中央委员 | 马来学校       | 教师               | 雪兰莪   |
| 巴哈尔·阿比克      | 中央委员 | 马来学校       | 官员               | 吉隆坡   |
| 奥南·斯拉吉        | 中央委员 | 马来学校和英校 | 零工               | 霹雳     |
| 苏隆·吉克          | 中央委员 | 马来学校和英校 | 官员               | 彭亨     |
| 阿都·萨末·阿末     | 中央委员 | 马来学校       | 记者               | 雪兰莪   |
| 阿都拉·卡米尔      | 中央委员 | 马来学校       | 记者               | 吉隆坡   |
| 穆罕默德·萨勒赫丁  | 中央委员 | 马来学校       | 记者               | 吉隆坡   |